# Бресслау, Гарри
Гарри Бресслау (нем. Harry Bresslau; 1848—1926) — немецкий историк, профессор, автор многочисленных статей в научных периодических изданиях.

## Биография
Гарри Бресслау родился 22 марта 1848 года в Данненберге (Нижняя Саксония) в еврейской семье. Посещал Гимназию в Люнебурге, в 1866—1869 годах изучал историю в университетах Геттингена и Берлина.
С 1870 по 1872 год занимал должность учителя при реальном училище еврейской общины во Франкфурте-на-Майне.
С 1872 по 1876 год преподавал в андреевском реальном училище в Берлине, и в июне 1877 года был назначен экстраординарным профессором истории при Берлинском университете.
В честь учёного назван один из парков столицы Германии «Harry-Bresslau-Park».

## Избранная библиография
- «Die Kanzlei Kaiser Konrads II» (Берлин, 1869);
- «Diplomata centum» (Берлин, 1872);
- «Jahrbücher des deutschen Reichs unter Kaiser Heinrich II» (3 т., Лейпциг, 1874);
- «Aktenstücke zur Geschichte von Joseph August du Cros» (Берлин, 1876);
- «Jahrbücher des Deutschen Reichs unter Konrad II» (том I, Лейпциг, 1879);
- «Zur Judenfrage, Sendschreiben an Heinrich von Treitschke» (2 изд., Берлин, 1880);
- «Urkunden der salischen Kaiser» (в «Kaiser-urkunden in Abbildungen», изд. Зибелем и Гикелем, вып. 2, Берлин, 1881);
- «Die Kassettenbriefe der Königin Maria Stuart» (в «Historisches Taschenbuch» (Лейпциг, 1882);
- «Der Sturz zweier preuss. Minister, Danekelmann und Fürst» (в сотрудничестве с Изаксоном, Берлин, 1879);
- «Ueber die Verfassung des Deutschen Reichs» (перевод труда Пуфендорфа с примечаниями, Берлин, 1870);
- «Urkundenlehre» (конец 1880-х).